# جين سنيسكي
يوجين ألن «جين» سنيسكي (باللغة الإنجليزية: Eugene Alan "Gene" Snisky) (ولد في 14 يناير، 1970)هو مصارع أمريكي محترف، يعرف أكثر بالاسم سنيتسكي، ويعرف أكثر أيضا خلال فترة لعبه في منظمة وورلد ريسلينغ إنترتاينمينت عندما كان يلعب في قسم راو. حاليا يلعب باسمه الحقيقي جين سنيسكي.

## المسيرة
تصارع سنيسكي في منظمة أوهايو فالي ريسلينغ باسم «مين» جين موندو، الأخ غير الشقيق للمصارع مايك موندو. ثم انضم إلى منظمة وورلد إكستريم ريسلينغ (دبليو إكس دبليو)، بالاسم «مين» جين سنيسكي، وهناك فاز ببطولة الفرق الثنائية دبليو إكس دبليو مع روب هاربر، حيث كان اسم فريقهم ذا تون تايكلز. وعندما أصبح مصارعًا فرديًا ربح بطولة الوزن الثقيل دبليو إكس دبليو.

### وورلد ريسلينغ إنترتاينمينت (2004-2008)
تصارع سنيسكي في مباراة تجريبية مع منظمة وورلد ريسلينغ إنترتاينمينت (دبليو دبليو إي) بعد أن ربح بطولة الفرق الثنائية دبليو إكس دبليو بيوم، ضد مصارع منظمة دبليو إكس دبليو «سمووث» تومي سويد في راو، حيث خسر لسويد. وبعد المباراة أُرسل سنيسكي إلى منظمة أوهايو فالي ريسلينغ (أو في دبليو) ليتدرب أكثر قبل استدعائه للقائمة الرئيسية.

#### راو (2004-2006)
ظهر سنتيسكي لأول مرة في 14 ديسمبر، 2004 في مباراة ضد كين، أثناء المباراة ضرب سنتيسكي كين بكرسي على ظهره مما تسبب في وقوع كين على زوجته «ليتا» (سيناريو) الحامل، حيث أدى ذلك إلى إجهاضها.
بعدها بدأ سنتيسكي يقول أنه ليس مسئولا عن موت الطفل ويختمها بعباراته «لم تكن غلطتي».
ثم بدأ عداوة مع كين أدت إلى مباراة في مهرجان تايو تيوسداي 2004. أثناء المباراة وضع سنتيسكي كرسي على حنجرة كين، حيث ضغط الكرسي مما أدى إلى سحق حنجرة كين. استعمل الدبليو دبليو إي هذا السيناريو لكي يكسب كين وقتا أطول في تصوير فيلم لا أرى شرًا. أستكلمت العداوة في مهرجان نيو ير ريفولوشن 2005، عندما عاد كين وهزم سنتيسكي.
في سورفايرفور سيريس 2004، حدثت محادثة بين سنتيسكي ومصارع يشبهه في التصرف «جون هيدينرايك» حيث قال سنتيسكي لهيدينرايك «أنا....أحب.....قصائدك» وقال هايدنرايك له «أحب.. طريقة تصرفك.....مع الأطفال»، حيث كان كلا المصارعين يتنفسان ببطأ.

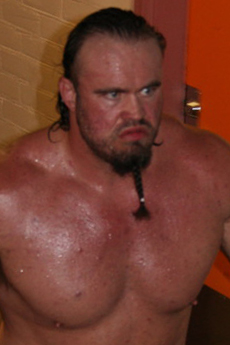
جين سنتيسكي في 2005

ثم غاب عن التلفزيون من شهر أبريل وحتى شهر مايو 2005، بسبب تعرضه لجلطة دموية في معدته. ثم عاد في عرض حي لراو في 28 مايو، وظهر مرة أخرى في راو في 30 مايو 2005، حيث بدأ عداوة مع كريس بنوا.واستمرت العداوة أثناء ظهور بينوا في مهرجان وان نايت إستاند في 12 يونيو 2005، حيث كان سنتيسكي أداة مدير عام راو إريك بيشوف لغزو المهرجان.
ثم أصبح سنتيسكي مرافقا لإيدج وليتا واستعملوه لمهاجمة كين بأمر إيريك بيشوف، حيث كان بيشوف يستعمله لمهاجة إي شخص لا يعجبه. في 11 يوليو 2005، أخبر إيدج سنتيسكي أنه يعلم عن عادته في عشق الأرجل، وعرض عليه أن يعشق رجل ليتا، مقابل أن يساعده في مباراته القادمة ضد كين. ثم شكرت ليتا سنتيسكي على مساعدتها هي وإيدج قبل تسع أشهر وجعلته يقبل رجلها كهدية.
عندما انتهت عداوته مع كين، حاول سنتيسكي الفوز ببطولة القارات دبليو دبليو إي التي كان يحملها شيلتون بينجامين، غير أنه خسر مباراته بسحب الأهلية، حيث ضرب شيلتون بينجامين بكرسي.
في 8 يوليو، 2005 في حلقة راو، صارع سنتيسكي بطل بطولة دبليو دبليو إي جون سينا في مباراة لامبرجيك لكنه خسر مباراته لصالح جون سينا.
بعد عدة أسابيع من اللعب في هيت، كون سنتيسكي فريقا ثنائيا مع تايسون تومكو، حيث ربحوا أولى مبارياتهم بسرعة عندما هزموا فريق فال فينيس وفيسرا. حيث حقق فريقهم نجاحا ولعبوا مباراة على لقب بطولة دبليو دبليو إي العالمية للفرق الثنائية ضد فريق كين وبيغ شو «الأبطال» لكنهم لم ينجحوا. وانفصل فريقهم في أبريل، 2006 بعد أن فُسخ عقد تومكو.
بعد ذلك أصبح سنتيسكي محبوبا، وكون فريقا ثنائيا مع غولدست، حيث هزموا عدة فرق في قسم هيت.بعدها حاولوا الفوز ببطولة دبليو دبليو إي العالمية للفرق الثنائية من فريق سبيريت سكواد لكنهم لم ينجحوا.
وانفصل فريقهم بعد أن فُسخ عقد غولدست.
بعد فسخ عقد غولدست، بدأ سنتيسكي في اللعب بشكل بسيط في راو، وكنجم في قسم راو الصغير هيت.

#### إي سي دبليو (2007)

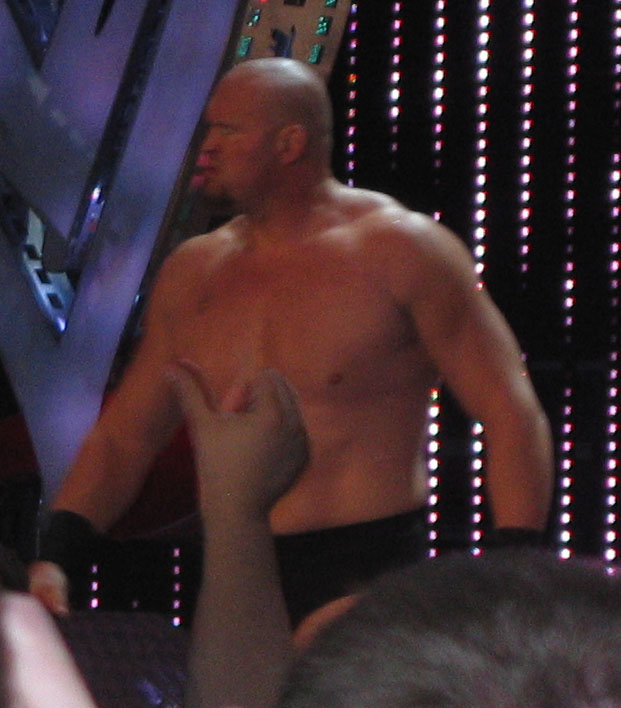
سنتيسكي بعد أن غير مظهره

في 6 فبراير، 2007 في حلقة إي سي دبليو على ساي فاي، بدأ عرض فيديو لسنيتسكي يوضح أن مصارًعا متوحشًا سيأتي إلى البرنامج. ظهر سنيتسكي لأول مرة في البرنامج عندما هاجم بوبي لاشلي، حيث ظهر بشكل جديد حالقا شعره وذقنه وحتى حواجبه. لقد بدأ بمهاجمة عدة مصارعين كل أسبوع مثل سي أم بانك، هاردكور هولي، بولز ماهوني، ومات سترايكر.
في 3 أبريل، 2007، هزم سنيتسكي هاردكور هولي، بعد المباراة وضع سنيتسكي يد هولي بين كرسيين وضغطهما عليها، مما أدى إلى (في السيناريو) كسر يد هولي. ثم بدأ في عداوة قصيرة مع بولز ماهوني. ثم بدأ عداوة قصيرة أيضا مع روب فان دام. أثناء العداوة خسر سنيتسكي أول مباراة له في قسم إي سي دبليو، عندما خسر لصالح روب فان دام عن طريق سحب الأهلية.

#### العودة إلى راو والمغادرة (2007-2008)
في 11 يونيو، في حلقة راو انتقل سنيتسكي من قسم إي سي دبليو إلى قسم رو في انتقالات 2007. وظهر مرة أخرى في راو في 9 يوليو عندما هزم سوبر كريزي.
واصل سنتيسكي سلسة انتصاراته طوال الصيف وذلك بهزيمته لعدة مصارعين مثل سوبر كريزي، فال فينيس، روي ماكليستر، روبي ماكليستر.
في 20 أغسطس، لعب سنتيسكي في مباراة الحدث الرئيسي لأول مرة منذ 2005، عندما خسر مباراته وقتها لجون سينا، ولعب هذه المرة أمام جون سينا مرة أخرى، وخسر المباراة عن طريق سحب الأهلية بسبب تدخل راندي أورتن. وكانت هذه أول هزيمة لسنتيسكي منذ أن عاد إلى راو. عاد سنتيسكي في 8 أكتوبر في حلقة راو عندما هزم فال فينيس. في 23 ديسمبر، لعب أمام جيف هاردي في مباراة على لقب بطولة دبليو دبليو إي إنتركونتيننتال وخسر مباراته بالتثبيت، أول خسارة له بالتثبيت خلال سنة. ثم بدأ يلعب في قسم راو الصغير «دبليو دبليو إي هيت»، حيث كان يربح معظم مبارياته. في آخر حلقة من قسم هيت قبل إلغائه هزم سنتيسكي سوبر كريزي.
آخر ظهور ل سنتيسكي في دبليو دبليو إي كان في قسم راو عندما خسر مباراة أمام سي إم بنك في دورة المتحدي الأول لبطولة إنتركونتيننتال.
في 11 ديسمبر، 2008، قام دبليو دبليو إي بفسخ عقد سنتيسكي.

## مظاهر إعلامية
في 2009، ظهر سنتيسكي في فيديو كليب أغنية «فري يور سول» لفريق فايروس كراكب دارجة 

## في المصارعة
- الحركة القاضية
  - بامب هاندل سلام
- حركات معروف بها
  - دبل أندر هوك سبميشن
  - إنفيرتد دي دي تي (عكس دي دي تي)
  - رننغ بيغ بوت (ضربة بالرجل على وجه الخصم)
  - سكوب سلام
- أغنية الدخول
  - «هيل كامب»
  - نوت ماي فولت"
  - «أن غلويد»

## بطولات وجوائز
- أثليتك كلوب ريسلينغ
  - بطولة إيه سي دبليو للفرق الثنائية (مرة) – مع روب هاربر [21]
- برو ريسلينغ إيلوستريتد
  - بي دبليو أي وضعته في المركز الثالث والثمانون في قائمة أفضل 500 مصارع (جائزة بي دبليو إي 500) عام 2005 [22]
- وورلد إكستريم ريسلينغ
  - بطولة دبليو إكس دبليو للوزن الثقيل (مرة) [23]
  - بطولة دبليو إكس دبليو للفرق الثنائية (مرة) – مع روب هاربر [23]

## وصلات خارجية
- جين سنيسكي على موقع IMDb (الإنجليزية)
- جين سنيسكي على موقع قاعدة بيانات الفيلم (الإنجليزية)
- جين سنيسكي على موقع WrestlingData.com (الإنجليزية)
- جين سنيسكي على موقع CageMatch worker (الإنجليزية)
- جين سنيسكي على موقع قاعدة بيانات المصارعة على الإنترنت (الإنجليزية)
- جين سنيسكي على موقع عالم المصارعة على الإنترنت (الإنجليزية)

- صفحة جين سنتيسكي في موقع أون لاين وورلد أوف ريسلينغ